# ショウアップナイタープレイボール
ショウアップナイタープレイボールはニッポン放送で放送されている番組である。

## 概要
ショウアップナイターの前座番組としてその日の中継カードを含む全試合の直前情報やメジャーリーグ情報などを放送する。通称「前プロ」。2007年はニッポン放送が製作する場合は、その日の実況担当アナウンサーが進行を務めていたが、2008年4月から、火曜日 - 金曜日は2006年以前と同様に松本秀夫が、土曜日・日曜日・月曜日（開催日のみ）は胡口和雄が担当していた。2009年は制作部のアナウンサーがニッポン放送のスタジオから交通情報（連休期間中のみ）と試合開始直前の時報を伝える。
また、大リーグ情報も放送している（2008年までは「コマツ・メジャーショウアップ」と題して、松井秀喜の情報をメインに流していたが、現在はスポンサーも付かず単に日本人選手の動向を伝えるだけになった）。2010年以降はニッポン放送スポーツ担当アナウンサー（OBの宮田統樹・胡口・山田透を含む）が日替わりでスタジオ待機のアナウンサーとともに担当、自社製作の場合は球場から伝えてそのまま実況に移るが、他局製作の場合はニッポン放送のスタジオから伝え、試合開始時に実況担当のアナウンサーに交代する。
2021年は関東地区を中心に試合開始時間の前倒しが行われており、その場合には本番組も中継時間として使われた。

## 出演者

### 現在

#### パーソナリティ
2025年
- 月曜：熊谷実帆
- 火曜：箱崎みどり
- 水曜：東島衣里
- 木曜：小林玄葵
- 金曜：坂本梨紗
- 土曜：森田耕次
- 日曜：ニッポン放送アナウンサーの持ち回り

### 過去の出演者
2010年以降は、当日の実況アナウンサーと解説者が中継ブースから放送する。他局制作および試合がない場合、ニッポン放送のスタジオか、裏送りや予備の中継を行う球場の中継ブースから放送。いずれの場合もスポーツ担当アナウンサーと解説者のコンビで放送する。ニッポン放送のスタジオには別途アナウンサーが待機しており、一部のコーナーを担当。「ショウアップナイター」「ショウアップナイターハイライト」にかけてのスタジオ進行も担当する。
また、2011年から2020年まで、月曜日はスポーツ担当アナウンサーのみで進行していた。
2021年に限っては、前述の試合開始時間の前倒しの関係で、他局制作の場合はニッポン放送のスタジオからスポーツ担当アナウンサーが進行する形でほぼ統一され、事前に裏送りや予備の中継を行う球場にいる解説者とのやり取りを収録して対応している。

#### 過去のパーソナリティ
2006年以前
- 火 - 金曜：松本秀夫

2007年
- ニッポン放送制作日　当日の実況担当アナウンサー

2008年
- 火 - 金曜：松本秀夫
- 土 - 月曜：胡口和雄

2009年
- 月曜：松本秀夫・飯田浩司
- 火 - 金曜：松本秀夫・山本剛士
- 土曜：師岡正雄・山本剛士
- 日曜：師岡正雄・栗村智

2010年
- 月 - 金曜：柳田さやか（フリーアナウンサー）
- 土・日曜：松本秀夫のみ

2011年
- 月曜 ニッポン放送スポーツ担当アナウンサーのみ
- 火・水曜：五戸美樹
- 木 - 日曜：西村祐美（フリーアナウンサー）

2012、 2013年
- 月曜 ニッポン放送スポーツ担当アナウンサーのみ
- 火 - 金曜：五戸美樹
- 土・日曜：山本剛士

2014年
- 月曜 ニッポン放送スポーツ担当アナウンサーのみ
- 火 - 金曜：山本剛士
- 土曜：五戸美樹（他局製作の場合は五戸のみ）
- 日曜：上柳昌彦

2015年
- 月曜：ニッポン放送スポーツ担当アナウンサーのみ
- 火 - 金曜：山本剛士
- 土曜：ニッポン放送スポーツ担当アナウンサー or 栗村智（他局製作の場合は栗村のみ）
- 日曜：ニッポン放送スポーツ担当アナウンサー or 上柳昌彦

2016年
- 月曜：ニッポン放送スポーツ担当アナウンサーのみ
- 火曜：石川みゆき
- 水曜：新保友映
- 木曜：東島衣里（4月のみ山本剛士）
- 金曜：山本剛士
- 土曜：飯田浩司（他局製作の場合は飯田のみ）
- 日曜：ひろたみゆ紀

2017年
- 月曜：ニッポン放送スポーツ担当アナウンサー、ひろたみゆ紀（クライマックスシリーズ開催日のみ）
- 火曜：箱崎みどり
- 水・木曜：新保友映
- 金曜：山本剛士（6月9日まで）、小笠原聖（6月16日から）
- 土・日曜：ひろたみゆ紀

2018年
- 月曜：ニッポン放送スポーツ担当アナウンサーのみ
- 火曜：ひろたみゆ紀
- 水・木曜：東島衣里
- 金曜：小笠原聖
- 土曜：河内孝博
- 日曜：くり万太郎

2019年
- 月・火曜：松本秀夫
- 水曜：大泉健斗
- 木曜：胡口和雄
- 金曜：師岡正雄
- 土曜：小永井一歩
- 日曜：山田透

2020年
- 月曜：松本秀夫
- 火曜：大泉健斗
- 水曜：坂本梨紗
- 木曜：前島花音 or 胡口和雄
- 金曜：小笠原聖
- 土曜：小永井一歩
- 日曜：くり万太郎

2021年
- 水、木曜：内田雄基 - 3月31日 - 5月13日
- 月曜：前島花音
- 火曜：坂本梨紗
- 水曜：箱崎みどり - 5月19日 -
- 木曜：東島衣里 - 5月20日 -
- 金曜：小笠原聖
- 土、日曜：ニッポン放送スポーツ担当アナウンサーの持ち回り

2022年
- 月曜：前島花音
- 火曜：坂本梨紗
- 水曜：箱崎みどり
- 木曜：東島衣里
- 金曜：小笠原聖 - 翌日土曜日午前中までの報道部ニュースデスク
- 土曜：森田耕次
- 日曜：ニッポン放送スポーツ担当アナウンサーの持ち回り

2023年
- 月曜：内田雄基
- 火曜：箱崎みどり
- 水・木曜：東島衣里
- 金曜：坂本梨紗
- 土曜：森田耕次
- 日曜：ニッポン放送スポーツ担当アナウンサーの持ち回り

2024年
- 月曜：熊谷実帆
- 火曜：箱崎みどり
- 水・木曜：東島衣里
- 金曜：坂本梨紗
- 土曜：森田耕次
- 日曜：内田雄基→小林玄葵※9月8日以降

## 放送時間
2024年度
- 月曜：17:30 - 17:40
- 火 - 日曜：17:50 - 18:00

2010・2011年度は平日の放送が17:40開始の20分枠であった。また、土・日は2010年度まで17:30開始の30分枠で放送、2011年で17:50からの10分枠に縮小されたが、2013年より日曜のみ元の30分枠に戻った。また、月曜日の放送は2010年度までは試合開催日のみで、試合のない場合は後述の代替番組を放送していた。2017年度より日曜の放送が、2018年度からは平日の放送も10分短縮された。
2020年度は新型コロナウィルスの関連でプロ野球も開催が延期となったことから4月以降も放送が見送られていた が、6月19日の開幕を見据え、15日より放送が開始。平日は10分拡大されている。また土日も春改編で時間配分が見直されたことから、土曜は10分拡大されているが、日曜は据え置きとなっている。また放送期間も11月第1週まで延長されたが、10月5日からはナイターオフのフロート番組として編成される「小島奈津子のおかえりなさい」を平日の本番組に、「狙え万馬券!今週の注目馬ショウアップ」を金曜日にそれぞれ内包する。
2020年東京オリンピックに伴うプロ野球中断期間である7月19日から8月6日の間は本番組を休止し、2020年東京オリンピック関連番組として「TOKYO SPORTS TODAY」を月曜以外の17:40から編成する（終了時間は日によって異なる。また17:30 - 17:40は民放連統一のオリンピック関連番組の枠に充てる）。
なお2023年度の土日月曜（日曜日は2010年度、月曜日はそれ以前から）は、ナイターの試合が基から予定されていないか、特に日曜日、月曜日はナイターが予定されても、スペシャルウィークや優勝争いなどに絡む試合、ポストシーズンなどに放送を制限しているため、ショウアップナイターハイライトの放送がないので、そこ（+土曜日にショウアップナイタースペシャルがあればそこでも補填）でデーゲーム結果のまとめや、プロ野球ニュースなどを放送し、補填している。また、2024年度は前年度のオフ編成で放送していた『伊集院光のタネ』が継続放送となったため、火 - 金曜も17:50からの10分間になった。

### 特記事項
- 明治神宮球場での東京ヤクルトスワローズ主催の中継の場合、クラブハウス内にマイクをつないで、スワローズの選手にチーム内の様子を語ってもらう（おおむねリリーフ投手か、その日ベンチ入りしていない選手が担当する。現在ヤクルト一軍監督の高津臣吾も現役時代に「123臣吾」としてコーナーを担当したことがある）。
- 2009年以降、試合開催が予定なしあるいは全試合デーゲームもしくは雨天中止の場合は、「ニッポン放送ショウアップナイタースペシャル いつでもみんなのプロ野球!」（2022年度以降）[3] に改題の上、19:00まで時間を拡大して放送される[4]。ただ、火 - 金曜の18:00以降はNRN地方局でも放送されるため、タイトルから「ニッポン放送ショウアップ」のフレーズが外れる。但し、スペシャルウィーク等でネット局向けの別編成が用意される場合はこの限りではない。またSTVラジオ、KBCラジオ、MBSラジオ（火曜-木曜）、ABCラジオ（金曜）については祝日、あるいはセ・パ交流戦などの日程の都合で、月曜にナイターが組まれ、その振替で平日のほかの曜日に試合が予め組まれていない場合にはそれぞれ自社製作の番組に差し替えるため、「野球がなければ、ラジオじゃない!」（+ナイタースペシャル、またはサウンドコレクション）のネットがされない場合もある（KBCは雨天で放送予定カードが全試合中止になった場合も同様）。
- 2009年までの試合開催予定のない月曜は、本番組の代わりに「ショウアップナイターマンデースペシャル」を19:00まで放送していた。
- 2010年度の試合開催予定のない月曜は「マンデースペシャル」ではなく、前述の「まいにちとことんプロ野球」を放送（19:00からは定時番組）。また、試合開催予定のない日曜は「ショウアップナイターサンデースペシャル」として18:30まで放送（18:30からは定時番組）。
- 2011年度以降の中継予定のない日曜・月曜は、通常サイズの「ショウアップナイタープレイボール」を放送し、18:00から定時番組となる。
- デーゲームの実況音源を再生する場合は以下の扱いとなる。
  - 阪神タイガースおよびオリックス・バファローズ戦については原則として月・金曜はABCラジオの、その他の曜日はMBSラジオの音源を使用するが、関東圏の試合（読売ジャイアンツ・横浜DeNAベイスターズ・埼玉西武ライオンズ・千葉ロッテマリーンズ主催の阪神戦）の乗り込み自社制作での技術協力を、機材および要員の都合から月・金曜日にニッポン放送がMBSラジオに、TBSラジオ（主にDeNA戦）・文化放送（主に西武戦）・RFラジオ日本（主に巨人戦）のいずれかがABCラジオに向けて担当し、かつニッポン放送が素材収録や自社制作での放送を行わなかった場合はMBSラジオの音源を使用することがある。また土・日曜日にMBSラジオが競馬中継などの都合で要員が不足し、素材収録ができなかった場合（主にオリックス戦の一部）は、文化放送と共通でABCラジオの音源を使うことがある。
  - 北海道日本ハムファイターズ・福岡ソフトバンクホークス戦については、TBSラジオの撤退により2018年から西武・ロッテとのビジターゲームにおいてニッポン放送が土・日曜日にHBCラジオ・RKBラジオへの裏送りや乗り込み自社制作時の技術協力を行っているため、HBCラジオ・RKBラジオへの裏送り音源や、当該局の自社制作音源が使われることがある。その一方、ホームゲームについては、従来通り文化放送と共通でSTVラジオ（2021年以降のデーゲームは素材録音のみ。STVラジオが素材録音ができない場合はNRNにも加盟しているHBCラジオが提供）・KBCラジオからの提供を受けるため、ホームとビジターで扱いが異なることになる。
  - セ・パ交流戦期間の中日ドラゴンズ戦のうち、土・日曜の西武・ロッテとのビジターゲームについては、CBCラジオ・東海ラジオそれぞれの自社制作有無によって対応が異なる。2018年（対西武戦）では双方とも文化放送協力の自社制作のため、ニッポン放送は別途自社で音源を収録した。2019年（対ロッテ戦）は東海ラジオに対してニッポン放送が技術協力を行い音源を共有し、2021年（対西武戦）はHBCラジオやRKBラジオと同様にニッポン放送がCBCラジオへの裏送りを実施した（一方の東海ラジオは文化放送が裏送りを実施）。
  - 広島東洋カープ戦を中国放送がJRN・NRNの各系列局向けに二重制作した場合、JRNナイター廃止以前は配信したネットワークに応じて音源を提供していたが、JRNナイター廃止後はネットワークにかかわらず自社で放送した音源を優先してニッポン放送・文化放送およびNRN、TBSラジオおよびJRN、TBSテレビおよびJNNに提供している。このため、デーゲームの対中日・日本ハム・ソフトバンク戦については、NRN加盟局の東海ラジオ・KBCラジオ（およびデーゲーム中継を行う年度のSTVラジオ）への裏送り配信分や前記各局の乗り込み自社制作分ではなく、非NRN扱いのCBCラジオ・HBCラジオ・RKBラジオへの相互ネット分が提供されることがある。

## タイムテーブル

### ナイター中継があるとき

#### 月曜日
- 17:30.00 オープニング

このオープニングの際、イントロ部分に乗せ過去の音源を混ぜたもの、日本シリーズや交流戦をはじめ、前日に野球界を賑わすプレイがあった時はその音源に差し替えたものを織り込みながら、声優の日野聡によるキャッチフレーズを混ぜ込んだタイトルコールに入る。2022年度以降は「FM93 AM1242 いつでも みんなのプロ野球! ニッポン放送 ショウアップナイター!」。
2018年度までは以下を除き、山本の「FM93、AM1242、ニッポン放送ショウアップナイター!」（2017年度までは「毎日とことんプロ野球! ニッポン放送ショウアップナイター!」などキャッチフレーズを頭に付けたコール）という声が前述の音源の最後のところで入れていた。
2016年度は番組開始50周年を記念して小林克也による「50th Anniversary! ニッポン放送 Show Up Nighter!」（全篇ネイティヴ・イングリッシュ）という声になっていた。
2019年・2020年は不詳。この年は「NO BASEBALL NO RADIO! 野球がなければ、ラジオじゃない! ニッポン放送 ショウアップナイター!」、2020年度は「FM93 AM1242 みんなのプロ野球! ニッポン放送 ショウアップナイター!」、
2021年度は55周年を記念した企画としてシーズンナレーションに日野を起用。コールは「FM93 AM1242 55!!(GoGo!!)みんなのプロ野球! ニッポン放送 ショウアップナイター!」で、これ以降はジングルやスペシャル特番時もコールを担当している。
- 17:30.50

ホームランプレゼント、次の中継カードのお知らせ、ショウアップナイターの展開する企画のお知らせ
- 17:36頃 ニッポン放送ニュース
- 17:39.00頃 エンディング→次の番組へ（ステブレレス）

#### 火曜日〜金曜日
- 17:30.00 オープニング
- 17:30.50 中継球場より先発投手（他球場の先発投手）・スタメン発表

クイズトリプルチャンスやショウアップナイター企画の予告
- 17:35頃 ラジオリビング（前島花音（火・水）、東島衣里（木・金））

- 17:38頃 ショウアップナイターToday プロ野球12球団情報!

中継カードを含めた全球場の事前情報
神宮球場で開催されるヤクルト主管試合を中継する場合は「クラブハウスマイク」として、クラブハウスにいるヤクルトの選手に直接インタビューする。それ以外の試合の場合は、当日のベンチリポート担当アナウンサーが情報を伝える。
2018年度より情報が簡素化。中継カードの両ベンチ情報を伝えた後、12球団の登録抹消情報を伝え、当日の他の試合の補足情報を軽く伝える程度にとどまっている。
2021年度は対戦カードによっては試合開始が早まる場合があり、開始時間を迎えた段階で実況を開始する。
- 17:54頃 スポーツニュース

MLB情報、他のスポーツ情報を有楽町のスタジオより放送。
中央競馬の情報がある場合は日曜競馬ニッポンの告知も行われる。
2015年の月曜日は「パーフェクト・Jリーグ」と題し、J1リーグの最新情報を伝えた。
- 17:56.00頃　5-56 ナイター情報　（「クイズトリプルチャンス」第1問出題、ニッポン放送スタジオ）

この時告知される時刻は「5時56分」を基準にしており、現在時刻ではなく「5時56分を○分過ぎました」と告知する（土・日も同様）。これはこのコーナーのスポンサー・呉工業（クレ5-56にちなむ）の関係による。
- 17:59.00頃 中継球場より

ただし、ニッポン放送で他局制作のものをネット受けする際は18:00まで有楽町のスタジオより放送し、時報明けから飛び乗って放送する。
- 17:59.57 時報→ショウアップナイターへ

#### 土曜日
- 17:40.00 オープニング

土曜に関しては時間の関係からイントロをほぼカットして男声が入る
すでに試合を開始している場合は中継カードを述べているジングルからそのまま入る。
- 17:40.30 中継球場より先発投手、スタメン紹介

デーゲームの全試合の結果（開催されている場合）、実況アナウンサープロデュース・ショウアップナイターToday
- 17:54.00頃　プレゼント告知（ニッポン放送グッズか精力剤が当たる懸賞を実施）
- 17:56.00頃　「クイズトリプルチャンス」第1問出題（5-56提供枠、ニッポン放送スタジオから）
- 17:59.00頃 中継球場より

ただし、ニッポン放送で他局制作のものをネット受けする際は18:00までニッポン放送より放送し、時報開けから飛び乗って放送する。
- 17:59.57 時報→ショウアップナイターへ

#### 日曜日
- 17:40.00 オープニング
- 17:40.50 中継球場より先発投手（他球場の先発投手）

ホームランプレゼント、クイズトリプルチャンスの予告
- 17:45頃 中継カードのスタメン・注目プレイヤー紹介（曲: T-SQUARE "SPLASH!"）

平日の「イチバンプレイヤー」に相当するが、麒麟麦酒の協賛からは外れており「イチバンプレイヤー」のタイトルは使われない。そのため、ジングルのボイスは異なる（麒麟麦酒が協賛クレジットを中止していた2011年度の平日用のボイスと同一）。当然ながら、イチバンプレイヤーの予想募集も実施しない。
- 17:48頃 ショウアップナイターToday

中継カードを含めた全球場の事前情報、デーゲームの全試合の結果（開催されている場合）
- 17:52分頃 スポーツニュース

MLB情報、他のスポーツ情報を放送。
- 17:56.00頃　5-56 ナイター情報　（「クイズトリプルチャンス」第1問出題、ニッポン放送スタジオ）
- 17:59.00頃 中継球場より

ただし、ニッポン放送で他局制作のものをネット受けする際は18:00までニッポン放送より放送し、時報開けから飛び乗って放送する。
- 17:59.57 時報→ショウアップナイターへ

### ナイター中継がない日
- 17:30.00 オープニング

ホームランプレゼント、次の中継カードのお知らせ
- 17:38頃 ショウアップナイターToday

デーゲームの全試合の結果（関東での試合では取材担当のアナウンサーと中継を結ぶことがある）、ナイターの事前情報（開催される場合）
- 17:52分頃 スポーツニュース

MLB情報、他のスポーツ情報を放送。
- 17:56.00頃 エンディング（5-56提供枠）

ショウアップナイターの次の中継カードのお知らせ
- 17:59.57 時報→次の番組へ（日曜日以外は雨傘番組のプロ野球関連番組）（ステブレレス）

（過去）
- 17:30　オープニング
- 17:40　ストロング ストロングプレイヤー!
- 17:45　ジャイアンツ維新
- 17:50　12球団駆け巡り
- 17:53　大リーグ情報
- 17:56　5-56 ナイター情報

2011年度の平日
- 17:40.00 オープニング
- 17:40.50 中継球場より先発投手（他球場の先発投手）

ホームランプレゼント、クイズトリプルチャンスの予告
- 17:45頃 ラジオリビング（月 - 木：増山さやか、金：上柳昌彦）
- 17:47頃 スタメン紹介、きょうの注目選手は
- 17:50頃 実況アナウンサープロデュース・ショウアップナイターToday、両チームのベンチ情報
- 17:56.00頃　5-56 ナイター情報　（「クイズトリプルチャンス」第1問出題、ニッポン放送スタジオ）

この時告知される時刻は「5時56分」を基準にしており、現在時刻ではなく「5時56分を○分過ぎました」と告知する（土・日も同様）。
- 17:59.00頃 中継球場より
- 17:59.57 時報→ショウアップナイターへ

### 麒麟麦酒コーナー
2009年からニッポン放送など一部のNRN系列での麒麟麦酒協賛・企画ネットコーナーとして、2009年度は「キリン氷結ストロング ストロングプレーヤー」、2010年度以降は局により「キリン一番搾りpresents 一番プレイヤー」や「キリンラガービール ガツン!プレーヤー」、「麒麟淡麗presents キレうまプレイヤー」として放送されている。ただし、2011年度は休止した（麒麟麦酒のCMのみクレジットなしで放送された）。いずれも企画趣旨は同じで、プレゼントの商品によって局ごとにタイトルが異なる。
2014・2015年度は「キリン一番搾りプレゼンツ ICHIBANプレイヤー!」でタイトルを統一、タイトルコールや提供クレジット、BGMもすべてニッポン放送のものに統一した。
2013年度の参加局はニッポン放送の他にSTVラジオ、東北放送、東海ラジオ放送、ABCラジオ、中国放送、KBCラジオの全7局。平日に開催されるそれぞれの参加局で放送されるナイター中継を対象に、その試合の勝利に貢献したと思われる選手をメールかファクシミリにて予想する。中継のない日は野球に関するクイズを出す。なお月曜日はその地域のチームがナイターである場合のみ放送する局がある（ABCなど、雨天中止の場合は元からナイターがない日に準じる局もある）。
試合終了後、番組スタッフがその試合の貢献者を「一番プレーヤー」（または「ガツン!プレーヤー」　2009年は「ストロングプレーヤー」）として選び、翌日の放送（週末分は次週最初のナイター放送日）に発表。それを選んだリスナー（クイズの場合は正解者。当該試合が引き分けの場合は全応募者）、毎日各局1人ずつに麒麟麦酒製品（一番プレーヤーであれば「キリン一番搾り」瓶入り6本セット、ガツン!プレーヤーなら「キリンラガービール」瓶入り6本セット、ストロングプレーヤーであれば「氷結ストロング」の24缶入りケース）がそれぞれ抽選で贈呈される。酒類が贈呈されるコーナーであるため、応募は20歳以上限定となる。
BGMはT-SQUAREの「SPLASH!」を使用。
2016年度以降は実施を見送っている。

#### ネット局
★は月曜日も放送。
- STVラジオ：17:50 - 17:53★（「STVアタックナイターエクスプレス」に内包）
- 東北放送：17:25 - 17:28（唯一の独立枠での放送。2016年は本番組の代替として「スポーツトゥデイ」を17:49 - 17:57に編成している）
- ニッポン放送：17:38 - 17:41★（「ショウアップナイタープレイボール」に内包）
- 東海ラジオ放送：17:35 - 17:38★（「山浦・深谷のヨヂカラ!」に内包）
- ABCラジオ：17:30 - 17:33（「武田和歌子の野球にぴたっと。」に内包。ただし「野球にぴたっと。」が無い場合は17:52 - 17:55に独立枠にて放送）
- 中国放送：17:52 - 17:55（「カープナイター まもなくプレイボール!」に内包）
- KBCラジオ：17:45 - 17:48★（「TOGGY's AHEAD!」に内包）

## 過去
この番組には前身があり、1970年代のナイター19時開始の時代から1980年代にかけて「SEIKOプロ野球フラッシュ・ニッポン放送ショウアップナイター最前線」（後期はセイコーが撤退し複数提供となったため単に「ショウアップナイター最前線」だけとなる）が放送されていた。
2003年の『垣花正のニュースわかんない!?』以降、2011年の『上柳昌彦 ごごばん!』まで、ナイターシーズンには「ショウアップナイターTODAY」に相当するコーナーとして同様の「ショウアップナイター最前線」を流用していた。